# WrestleMania XIX
WrestleMania XIX was de 19e professioneel worstel-pay-per-view (PPV) evenement van WrestleMania dat georganiseerd werd door de World Wrestling Entertainment en vond plaats op 30 maart 2003 in het Safeco Field in Seattle, Washington.

## Belangrijkste verhaallijnen
Brock Lesnar nam tijdens de main event de scalp van Kurt Angle en veroverde voor de tweede keer in zijn carrière het WWE Championship.
Triple H verlengde zijn regeerperiode als World Heavyweight Champion met een overwinning tegen zijn uitdager Booker T. 
Shawn Michaels zijn concurrent Chris Jericho in de schaduw. De wedstrijd tussen Michaels en Jericho wordt door veel fans beschouwd als de beste wedstrijd van deze editie. 
De Street Fight tussen Vince McMahon en Hulk Hogan lokte eveneens veel interesse. Uiteindelijk mocht Hogan zegevieren.

### Laatste kamp van "Stone Cold" Steve Austin
In de meest geanticipeerde wedstrijd van de avond versloeg The Rock zijn eeuwige nemesis Stone Cold Steve Austin. The Rock slaagde er bij zijn derde poging in te winnen van Austin, nadat hij dit eerder twee keer had nagelaten. The Rock verloor bij de evenementen WrestleMania XV (1999) en WrestleMania X-Seven (2001) telkens van Austin in de strijd om het WWF Championship. 
Hun derde ontmoeting bij WrestleMania zou de allerlaatste wedstrijd van Stone Cold Steve Austin worden. Alleen hijzelf en The Rock wisten dit, of dat leek toen zo te zijn. Niemand had er evenwel over gecommuniceerd. De Texas Rattlesnake beëindigde zijn worstelcarrière met onmiddellijke ingang na Wrestlemania XIX. Austin werd jarenlang geplaagd door knie- en nekblessures en liep destijds een vergroot risico op verlamming. Hoewel de fans op dat moment geen weet hadden van het feit dat Austin zijn laatste wedstrijd had geworsteld, verliet Austin zichtbaar ingetogen en geëmotioneerd de Safeco Field. Toen "Stone Cold" na hun wedstrijd nog tegen het canvas lag, zou The Rock hem subtiel hebben gezegd (zonder dat de aanwezige fans dit duidelijk konden horen): "Bedankt voor alles [over hun rivaliteit en samenwerking] wat je voor mij hebt gedaan. Ik hou van jou. Ik ga nu door, dit is jouw moment [met de fans]".

## Wedstrijden
| Nr.                                                                          | Match | Winnaar(s)         |
| ---------------------------------------------------------------------------- | --- | ------------------ |
| 1                                                                            | Matt Hardy (c) (met Shannon Moore) vs. Rey Mysterio in een een-op-een match voor het WWE Cruiserweight Championship                                                                         | Matt Hardy (nc)    |
| 2                                                                            | The Undertaker vs. The Big Show & A-Train in een Handicap match | The Undertaker     |
| 3                                                                            | Victoria (c) (met Stevie Richards) vs. Jazz vs. Trish Stratus in een Triple Threat match voor het WWE Women's Championship                                                                  | Trish Stratus (nc) |
| 4                                                                            | Team Angle (Shelton Benjamin & Charlie Haas) (c) vs. Chris Benoit & Rhyno vs. Los Guerreros (Eddie & Chavo Guerrero) in een Triple Threat tag team match voor het WWE Tag Team Championship | Team Angle (c)     |
| 5                                                                            | Chris Jericho vs. Shawn Michaels in een een-op-een match | Shawn Michaels     |
| 6                                                                            | Triple H (c) (met Ric Flair) vs. Booker T in een een-op-een match voor het World Heavyweight Championship                                                                                   | Triple H (c)       |
| 7                                                                            | Vince McMahon vs. Hulk Hogan in een Street Fight match | Hulk Hogan         |
| 8                                                                            | Stone Cold Steve Austin vs. The Rock in een een-op-een match | The Rock           |
| 9                                                                            | Kurt Angle (c) vs. Brock Lesnar in een een-op-een match voor het WWE Championship | Brock Lesnar (nc)  |
| (c) huidige kampioen voor en na de match \| (nc) nieuwe kampioen na de match | |                    |